# Gräsbäcken
Gräsbäcken är ett naturreservat i Torsby kommun i Värmlands län.
Området är naturskyddat sedan 2013 och är 67 hektar stort. Reservatet omfattar gammal granskog och myrmark mest kring Gräsbäcken.